# Onchocerca tubingensis

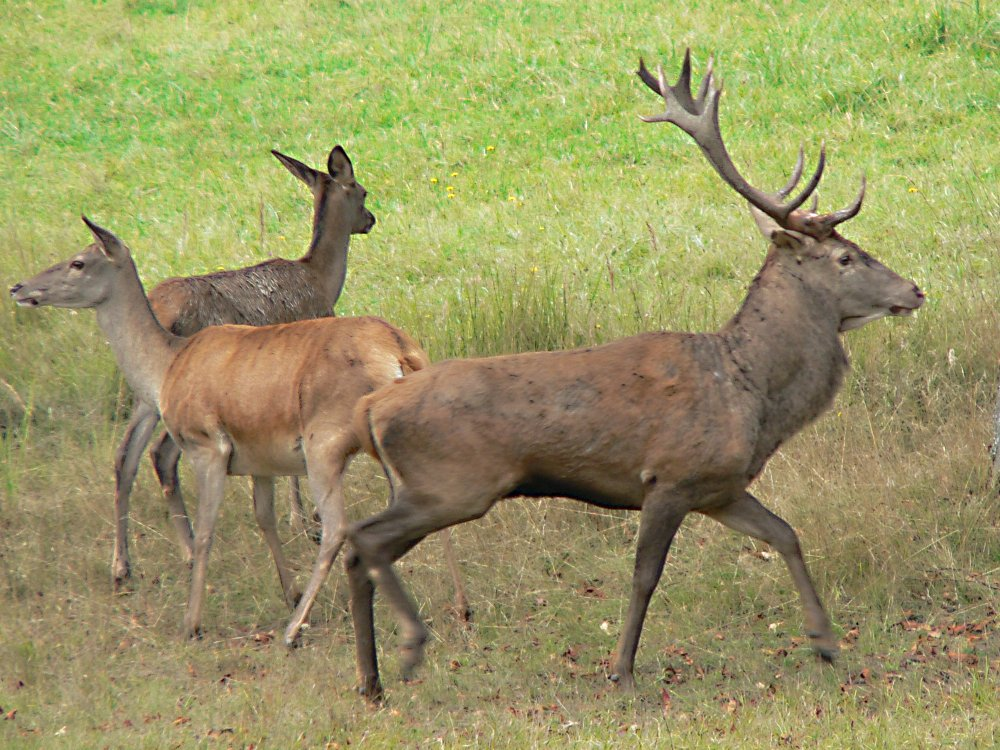
Il cervo rosso è un ospite del parassita

Onchocerca tubingensis è un nematode parassita del cervo rosso, scoperto nel 1974 da O. Bain e H. Schulz-Key e pubblicato nel trattato Tropenmedizin und Parasitologie. Il nome del parassita deriva dalla città di Tubinga. I vermi adulti del nematode si trovano in noduli sottocutanei posti nella zona caudale della schiena, mentre i microfilaria sono distribuiti nella zona ventrale, con una densità massima nella regione dello sterno e una densità minima nella parte interna degli arti posteriori. Secondo uno studio condotto su 94 esemplari di cervo rosso tra il 1907 e il 1974 la percentuale di infezione era del 23%.